# Дзеражинский, Константин Иосифович
Дзеражинский (Дзерожинский) Константин Иосифович (Осипович) (1824, Российская империя — 26 марта 1888, Измаил, Бессарабская губерния) — офицер Российского императорского флота, участник Крымской войны, обороны Севастополя. Георгиевский кавалер, капитан 2 ранга.

## Биография
Дзеражинский Константин Иосифович родился в 1824 году. Поляк. Потомственный русский дворянин, из польской мелкопоместной шляхты Подольской и Волынской губерний — рода шляхтичей Дзерожинских.
10 июля 1845 года, после окончания Ришельевского лицея в Одессе, поступил на службу юнкером в 32-й флотский экипаж Черноморского флота. 11 апреля 1848 года произведён в мичманы с назначением на Балтийский флот, на транспорте «Гапсаль» плавал по портам Финского залива. В 1849 и 1850 годах на линейном корабле «Память Азова» крейсировал в Балтийском море, после чего был переведён на Черноморский флот.
В 1851—1852 годах на бриге «Эндимион» и пароходе «Еникале» ходил по черноморским портам, затем до 1854 года на линейном корабле «Варна» и фрегате «Мидия» крейсировал у абхазских берегов.

### Участие в Крымской войне
С 13 сентября 1854 по 27 августа 1855 года мичман 45-го флотского экипажа Дзеражинский состоял в гарнизоне Севастополя. Первоначально находился на «батарее Никонова» на 3-м отделении оборонительной линии, был ранен осколком бомбы в нижнюю челюсть. Награжден орденом Святой Анны 3-й степени с бантом.

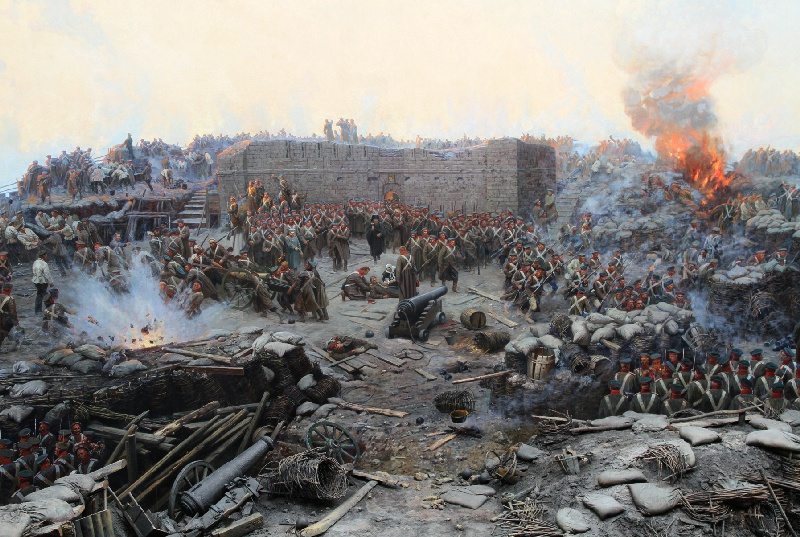
Оборона Севастополя (Франц Рубо)

Затем защищал 2-й бастион, командовал батареей у Лабораторной балки. 30 марта 1855 года за героизм и мужество произведен в лейтенанты, а 29 июня награждён орденом Святого Владимира 4-й степени с бантом. Особо отличился 27 августа 1855 года при оставлении русскими войсками Южной стороны города. При взрыве порохового погреба получил ожоги лица и ранен в голову. 14 сентября 1855 года в Николаевском морском госпитале император Александр II лично «возложил» К. И. Дзеражинскому орден Святого Георгия 4-й степени, сняв его со своей груди. 15 сентября 1855 года был подписан Высочайший указ о пожаловании Дзеражинскому этого ордена за № 9619, в котором указывалось «в воздаяние отличной храбрости и самоотвержение, оказанные им 27 августа сего года при взорвании порохового погреба на левом фланге 2-го бастиона V-ro отделения Севастопольской оборонительной линии, причем он получил ожег лица, повреждение обеих рук и сведение жил на левой руке». 22 октября 1855 года был награждён Золотой саблей с надписью «За храбрость» и переведён на Балтийский флот. В 1856 году командуя винтовой лодкой «Зыбь», плавал между Петербургом и Кронштадтом. В 1857 и 1858 годах на винтовом корабле «Вола» был в кампании на кронштадтском рейде.
27 апреля 1859 года был уволен в бессрочный отпуск, в котором находился до 1874 года. В декабре 1875 года вновь принят на действительную службу с назначением в 1-й Черноморский Его Императорского Высочества генерал-адмирала экипаж. 1 января 1877 года произведён в капитан-лейтенанты, а 1 января 1879 года — в капитаны 2 ранга. В июле 1885 года зачислен в запас по флоту.
Умер Дзеражинский Константин Иосифович 14 марта 1888 года, в городе Измаиле Херсонской губернии, где и был похоронен на католическом участке христианского кладбища.
Константин Иосифович был женат, его сын Константин Дзерожинский — стал военным, ротмистром, участвовал в Первой мировой войне, надворный советник, проживал с семьёй в городе Ковель Ковельского уезда Волынской губернии.

## Память
Имя Дзеражинского Константина Иосифовича увековечено на мраморной плите в верхней церкви собора Святого Равноапостольного князя Владимира, где нанесены имена 72 офицеров Морского ведомства, кавалеров ордена Святого Георгия с доблестью защищавших Отечество в период Крымской войны 1853—1856 годов.